# BK Astrio
BK Astrio är en fotbollsklubb från stadsdelen Söndrum i Halmstad som spelar sina hemmamatcher på Söndrums IP. Klubben bildades den 30 juni 1933 och inspirerade av det österrikiska laget Austria Wien, som nyligen besökt staden, tog man namnet Astrio.
Ett damlag tillkom 1979 och det är på damsidan man haft störst framgångar med allsvenskt spel 1991 och 2000. På herrsidan kom den största framgången 1980 då man kvalade till Division 2, den dåvarande näst högsta serien, men utan framgång. Klubben har dock fostrat de kända spelarna Mats Jingblad (senare även framgångsrik tränare), Emil Jensen och Erik Wahlstedt.
Säsongen 2024 spelar BK Astrios herrlag i Division 2 Västra Götaland och damlaget i Division 3 Halland.

## Spelare i urval
- Emil Jensen
- Mats Jingblad
- Erik Wahlstedt
- Ulrika Björn
- Jennie Stierna
- Simon Silverholt
- Oliver Silverholt
- Rasmus Wiedesheim-Paul